# ابن عبد السلام التونسي
ابن عبد السلام التونسي ( ؟ -749هـ، ؟ - 1348م). محمد بن عبد السلام بن يوسف، من شيوخ المالكية. أحد حفاظ وعلماء الحديث، وله أهلية الترجيح. تولى القضاء بتونس، ومن تلاميذه ابن عرفة وأمثاله.
اشتغل بالتأليف إلى جانب القضاء وله شرح جامع الأمهات لابن الحاجب في الفقه. كما له ديوان فتاوى بحكم ممارسته القضاء.